# شارلز مونزالفو
شارلز مونزالفو (بالإسبانية: Charles Monsalvo)‏ (26 مايو 1990 في كولومبيا - ) هو لاعب كرة قدم كولومبي في مركز الهجوم.

## روابط خارجية
- شارلز مونزالفو على موقع قاعدة بيانات كرة القدم.إي يو (الإنجليزية)
- شارلز مونزالفو على موقع Soccerway.com (الإنجليزية)
- شارلز مونزالفو على موقع AS.com (الإسبانية)